# Campeonato Mundial de Atletismo em Pista Coberta de 2024 - Pentatlo feminino
A prova do pentatlo feminino do Campeonato Mundial de Atletismo em Pista Coberta de 2024 ocorreu no dia 1 de março na Arena Commonwealth, em Glasgow, no Reino Unido.

## Recordes
Antes desta competição, os recordes mundiais e do campeonato nesta prova eram os seguintes:
|                       | Nome               | Nacionalidade | Pontos | Local    | Data               |
| --------------------- | ------------------ | ------------- | ------ | -------- | ------------------ |
| Recorde mundial       | Nafi Thiam         | Bélgica       | 5.055  | Istambul | 3 de março de 2023 |
| Recorde do campeonato | Natallia Dobrynska | Ucrânia       | 5.013  | Istambul | 9 de março de 2012 |

## Medalhistas
| Ouro             | Prata               | Bronze             |
| Noor Vidts (BEL) | Saga Vanninen (FIN) | Sofie Dokter (NED) |

## Cronograma
Todos os horários são locais (UTC+0).
| Data       | Hora  | Evento                  |
| ---------- | ----- | ----------------------- |
| 1 de março | 10:04 | 60 metros com barreiras |
| 1 de março | 10:58 | Salto em altura         |
| 1 de março | 13:14 | Arremesso de peso       |
| 1 de março | 19:13 | Salto em distância      |
| 1 de março | 21:30 | 800 metros              |

## Resultados

### 60 metros com barreiras
A prova teve inícios às 10:04 no dia 1 de março.
| Posição | Bateria | Atleta          | Nacionalidade  | Tempo | Pontos | Notas                |
| ------- | ------- | --------------- | -------------- | ----- | ------ | -------------------- |
| 1       | 2       | María Vicente   | Espanha        | 8.07  | 1113   |                      |
| 2       | 1       | Chari Hawkins   | Estados Unidos | 8.16  | 1093   | Recorde pessoal      |
| 3       | 2       | Abigail Pawlett | Grã-Bretanha   | 8.25  | 1073   |                      |
| 4       | 2       | Noor Vidts      | Bélgica        | 8.27  | 1068   |                      |
| 5       | 2       | Sveva Gerevini  | Itália         | 8.28  | 1066   |                      |
| 6       | 2       | Sofie Dokter    | Países Baixos  | 8.29  | 1064   | Recorde pessoal      |
| 7       | 1       | Saga Vanninen   | Finlândia      | 8.33  | 1055   | Recorde da temporada |
| 8       | 1       | Verena Mayr     | Áustria        | 8.47  | 1024   | Recorde da temporada |
| 9       | 2       | Jana Koščak     | Croácia        | 8.51  | 1015   |                      |
| 10      | 1       | Yuliya Loban    | Ucrânia        | 8.54  | 1008   |                      |
| 11      | 1       | Szabina Szűcs   | Hungria        | 8.65  | 984    |                      |
| 12      | 1       | Bianca Salming  | Suécia         | 8.95  | 920    |                      |

### Salto em altura
A prova teve inícios às 10:58 no dia 1 de março.
| Posição | Atleta          | Nacionalidade  | 1.64 | 1.67 | 1.70 | 1.73 | 1.76 | 1.79 | 1.82 | 1.85 | 1.88 | 1.91 | 1.94 | Resultados | Pontos | Notas                | Total |
| ------- | --------------- | -------------- | ---- | ---- | ---- | ---- | ---- | ---- | ---- | ---- | ---- | ---- | ---- | ---------- | ------ | -------------------- | ----- |
| 1       | Bianca Salming  | Suécia         | –    | –    | o    | o    | o    | o    | o    | xxx  |      |      |      | 1.82       | 1003   |                      | 1923  |
| 2       | Noor Vidts      | Bélgica        | –    | –    | o    | o    | o    | o    | xxx  |      |      |      |      | 1.79       | 966    | Recorde da temporada | 2034  |
| 3       | Saga Vanninen   | Finlândia      | o    | o    | xo   | o    | xo   | o    | xxx  |      |      |      |      | 1.79       | 966    | Recorde da temporada | 2021  |
| 4       | Chari Hawkins   | Estados Unidos | –    | –    | o    | o    | o    | xxx  |      |      |      |      |      | 1.76       | 928    | Recorde da temporada | 2021  |
| 4       | Sofie Dokter    | Países Baixos  | –    | –    | o    | o    | o    | xxx  |      |      |      |      |      | 1.76       | 928    |                      | 1992  |
| 6       | Sveva Gerevini  | Itália         | xo   | o    | o    | xxo  | o    | xxx  |      |      |      |      |      | 1.76       | 928    | =                    | 1994  |
| 7       | Yuliya Loban    | Ucrânia        | o    | o    | o    | o    | xo   | xxx  |      |      |      |      |      | 1.76       | 928    | =                    | 1936  |
| 8       | Verena Mayr     | Áustria        | o    | o    | o    | xo   | xxo  | xxx  |      |      |      |      |      | 1.76       | 928    | Recorde da temporada | 1952  |
| 9       | María Vicente   | Espanha        | –    | o    | o    | xr   |      |      |      |      |      |      |      | 1.70       | 855    |                      | 1968  |
| 10      | Abigail Pawlett | Grã-Bretanha   | o    | o    | xxo  | xxx  |      |      |      |      |      |      |      | 1.70       | 855    |                      | 1928  |
| 11      | Szabina Szűcs   | Hungria        | xo   | –    | xxx  |      |      |      |      |      |      |      |      | 1.64       | 783    |                      | 1767  |
| 99      | Jana Koščak     | Croácia        |      |      |      |      |      |      |      |      |      |      |      | DNS        | 0      |                      | DNF   |

### Arremesso de peso
A prova teve inícios às 13:14 no dia 1 de março.
| Posição | Atleta          | Nacionalidade  | #1    | #2    | #3    | Resultados | Pontos | Notas                | Total |
| ------- | --------------- | -------------- | ----- | ----- | ----- | ---------- | ------ | -------------------- | ----- |
| 1       | Saga Vanninen   | Finlândia      | X     | 14.91 | 15.01 | 15.01      | 862    | Recorde da temporada | 2883  |
| 2       | Noor Vidts      | Bélgica        | 14.26 | 14.25 | 13.57 | 14.26      | 811    | Recorde da temporada | 2845  |
| 3       | Bianca Salming  | Suécia         | 13.60 | 13.88 | 13.93 | 13.93      | 789    |                      | 2712  |
| 4       | Yuliya Loban    | Ucrânia        | 13.90 | X     | 13.32 | 13.90      | 787    |                      | 2723  |
| 5       | Verena Mayr     | Áustria        | 13.10 | 13.69 | 13.83 | 13.83      | 783    |                      | 2735  |
| 6       | Chari Hawkins   | Estados Unidos | 13.20 | 12.82 | 13.37 | 13.37      | 752    | Recorde da temporada | 2773  |
| 7       | Sofie Dokter    | Países Baixos  | 13.04 | 12.66 | 12.58 | 13.04      | 730    |                      | 2722  |
| 8       | Abigail Pawlett | Grã-Bretanha   | 12.29 | 12.90 | 12.95 | 12.95      | 724    |                      | 2652  |
| 9       | Sveva Gerevini  | Itália         | 12.50 | 12.58 | 12.34 | 12.58      | 700    | Recorde da temporada | 2694  |
| 10      | Szabina Szűcs   | Hungria        | 11.91 | 12.25 | 11.77 | 12.25      | 678    |                      | 2445  |
| 99      | María Vicente   | Espanha        |       |       |       | DNS        | 0      |                      | DNF   |

### Salto em distância
A prova teve inícios às 19:13 no dia 1 de março.
| Posição | Atleta          | Nacionalidade  | #1   | #2   | #3   | Resultados | Pontos | Notas                | Total |
| ------- | --------------- | -------------- | ---- | ---- | ---- | ---------- | ------ | -------------------- | ----- |
| 1       | Noor Vidts      | Bélgica        | 6.20 | 6.40 | 6.50 | 6.50       | 1007   | Recorde da temporada | 3852  |
| 2       | Saga Vanninen   | Finlândia      | 6.19 | x    | 6.41 | 6.41       | 978    | Recorde da temporada | 3861  |
| 3       | Sveva Gerevini  | Itália         | 6.26 | 6.10 | 5.98 | 6.26       | 930    | Recorde da temporada | 3624  |
| 4       | Sofie Dokter    | Países Baixos  | 6.20 | x    | x    | 6.20       | 912    |                      | 3634  |
| 5       | Abigail Pawlett | Grã-Bretanha   | 6.11 | x    | x    | 6.11       | 883    |                      | 3535  |
| 6       | Szabina Szűcs   | Hungria        | 6.06 | r    |      | 6.06       | 868    |                      | 3313  |
| 7       | Yuliya Loban    | Ucrânia        | 5.72 | 5.66 | 6.04 | 6.04       | 862    |                      | 3585  |
| 8       | Chari Hawkins   | Estados Unidos | 5.53 | 5.99 | 5.95 | 5.99       | 846    | Recorde da temporada | 3619  |
| 9       | Verena Mayr     | Áustria        | 5.79 | 5.93 | 5.58 | 5.93       | 828    |                      | 3563  |
| 10      | Bianca Salming  | Suécia         | x    | 5.65 | x    | 5.65       | 744    |                      | 3456  |

### 800 metros
A prova teve inícios às 21:30 no dia 1 de março.
| Posição | Atleta          | Nacionalidade  | Tempo   | Pontos | Notas                | Total |
| ------- | --------------- | -------------- | ------- | ------ | -------------------- | ----- |
| 1       | Sofie Dokter    | Países Baixos  | 2:11.89 | 937    | Recorde pessoal      | 4571  |
| 2       | Sveva Gerevini  | Itália         | 2:12.07 | 935    | Recorde da temporada | 4559  |
| 3       | Noor Vidts      | Bélgica        | 2:12.99 | 921    | Recorde da temporada | 4773  |
| 4       | Szabina Szűcs   | Hungria        | 2:14.05 | 906    |                      | 4219  |
| 5       | Verena Mayr     | Áustria        | 2:14.31 | 903    |                      | 4466  |
| 6       | Bianca Salming  | Suécia         | 2:17.28 | 861    |                      | 4317  |
| 7       | Yuliya Loban    | Ucrânia        | 2:20.51 | 817    |                      | 4402  |
| 8       | Saga Vanninen   | Finlândia      | 2:20.54 | 816    | Recorde pessoal      | 4677  |
| 9       | Chari Hawkins   | Estados Unidos | 2:24.08 | 769    | Recorde da temporada | 4388  |
| 10      | Abigail Pawlett | Grã-Bretanha   | 2:25.34 | 752    |                      | 4287  |

## Classificação final
Esse foi o resultado final.
| Posição           | Atleta          | Nacionalidade  | Pontos | Notas                |
| ----------------- | --------------- | -------------- | ------ | -------------------- |
| Medalha de ouro   | Noor Vidts      | Bélgica        | 4773   | Melhor marca do ano  |
| Medalha de prata  | Saga Vanninen   | Finlândia      | 4677   | Recorde nacional     |
| Medalha de bronze | Sofie Dokter    | Países Baixos  | 4571   | Recorde da temporada |
| 4                 | Sveva Gerevini  | Itália         | 4559   | Recorde nacional     |
| 5                 | Verena Mayr     | Áustria        | 4466   |                      |
| 6                 | Yuliya Loban    | Ucrânia        | 4402   |                      |
| 7                 | Chari Hawkins   | Estados Unidos | 4388   | Recorde da temporada |
| 8                 | Bianca Salming  | Suécia         | 4317   |                      |
| 9                 | Abigail Pawlett | Grã-Bretanha   | 4287   |                      |
| 10                | Szabina Szűcs   | Hungria        | 4219   |                      |
| 99                | Maria Vicente   | Espanha        | DNF    |                      |
| 99                | Jana Koščak     | Croácia        | DNF    |                      |

Legenda
| Recorde mundial       | Recorde mundial (World record)               |                       | Recorde africano                      | Recorde africano (African) |                                           | Q | Classificado por posição (Qualified) |
| Recorde do campeonato | Recorde do campeonato (Championship record)  | Recorde da América    | Recorde da América (Americas)         | q                          | Classificado por melhor tempo (Qualified) |   |                                      |
| Melhor marca do ano   | Melhor marca do ano (World leading)          | Recorde asiático      | Recorde asiático (Asian)              | DNS                        | Não largou (Did not start)                |   |                                      |
| Recorde nacional      | Recorde nacional (National record)           | Recorde europeu       | Recorde europeu (European)            | DNF                        | Não terminou (Did not finish)             |   |                                      |
| Recorde pessoal       | Recorde pessoal do atleta (Personal best)    | Recorde da Oceania    | Recorde da Oceania (Oceania)          | DSQ / DQ                   | Desclassificado (Disqualified)            |   |                                      |
| Recorde da temporada  | Recorde da temporada do atleta (Season best) | Recorde sul-americano | Recorde sul-americano (South America) | NM                         | Sem marca (No mark)                       |   |                                      |